# Jesús Puras
Jesús Puras Vidal de la Peña (Santander, 1963. március 16. –) spanyol autóversenyző, egyszeres rali-világbajnoki futamgyőztes.

## Pályafutása
1991 és 2002 között vett részt a rali-világbajnokság futamain. Ez idő alatt harminchét versenyen állt rajthoz, huszonöt szakszon lett első, és kétszer állt dobogón. Karrierje egyetlen világbajnoki győzelmét a 2001-es Korzika-ralin szerezte, ez egyben a Citroën Xsara WRC első győzelmét is jelentette. 1994-ben megnyerte az N csoportos rali-világbajnokságot.

### Rali-világbajnoki győzelem
| #  | Dátum               | Rali         | Navigátor  | Autó              | Összefoglaló |
| -- | ------------------- | ------------ | ---------- | ----------------- | ------------ |
| 1. | 2001. október 19-21 | Korzika-rali | Marc Martí | Citroën Xsara WRC | Összefoglaló |

## Külső hivatkozások
- Profilja a rallybase.nl honlapon
- Profilja az ewrc.cz honlapon